# Zamarada eurygnathus
Zamarada eurygnathus är en fjärilsart som beskrevs av Fletcher 1974. Zamarada eurygnathus ingår i släktet Zamarada och familjen mätare. Inga underarter finns listade i Catalogue of Life.